# نوویه تاتیشلی
نوویه تاتیشلی (انگلیسی: Novyye Tatyshly) یک شهرک در شهرستان تاتیشلینسکی استان باشقیرستان کشور روسیه است.